# Ocereteanka, Cervonoarmiisk
Ocereteanka (în ucraineană Очеретянка) este localitatea de reședință a comunei Ocereteanka din raionul Cervonoarmiisk, regiunea Jîtomîr, Ucraina.

## Demografie
Componența lingvistică a localității Ocereteanka
     Ucraineană (98,31%)
     Alte limbi (1,33%)
Conform recensământului din 2001, majoritatea populației localității Ocereteanka era vorbitoare de ucraineană (98,31%), existând în minoritate și vorbitori de alte limbi.